# لاشکی (استان پودکارپاتسکیه)
لاشکی (به لاتین: Laszki) یک روستا در لهستان است که در گمینا لاشکی واقع شده‌است. لاشکی ۱٬۸۲۷ نفر جمعیت دارد.